# Rudolf Kolmodin
Karl Rudolf Kolmodin, född 17 januari 1896 i Bromma församling, Stockholms län, död 29 augusti 1978 i Oscars församling, Stockholm, var en svensk militär (generallöjtnant).

## Biografi
Kolmodin avlade officersexamen 1916. Han blev löjtnant 1918, kapten 1929, major 1936, överstelöjtnant 1941, överste 1942, generalmajor 1953 samt generallöjtnant i marinen 1961. Kolmodin studerade vid Kungliga Sjökrigshögskolan 1922 och Artilleri- och ingenjörhögskolan 1924. Han var adjutant i chefen för kustartilleriets stab 1925–1928, lärare vid Kungliga Sjökrigshögskolan 1927–1937 och stabschef i fästningsstaben vid Vaxholms fästning 1937. Kolmodin var luftförsvarschef vid Karlskrona fästning 1941, kommendant i Älvsborgs fästning 1941 samt chef för Älvsborgs kustartilleriregemente (KA 4) och Göteborgs kustartilleriförsvar 1942. Han var chef för Stockholms kustartilleriförsvar och Stockholms skärgårds försvarsområde 1946 och inspektör för kustartilleriet från 1953.
Han var sakkunnig i 1930 års försvarskommission 1930–1935, ordförande i 1958 års försvarsledningskommission och sakkunnig i 1960 års försvarsledningsutredning. Kolmodin blev ledamot av Kungliga Krigsvetenskapsakademien 1939 och hedersledamot av Kungliga Örlogsmannasällskapet 1953. Han var även militärvetenskaplig författare.
Rudolf Kolmodin var son till professor Adolf Kolmodin och Nelly von Post samt bror till bland andra Johannes Kolmodin och Gustaf Kolmodin. Han gifte sig 1934 med friherrinnan Christina Leijonhufvud (1902–1994), dotter till generalmajoren, friherre Gösta Leijonhufvud och Sigrid Lagercrantz. Kolmodin är gravsatt på Norra begravningsplatsen i Stockholm.

## Utmärkelser
Kolmodins utmärkelser:
- Kommendör med stora korset av Svärdsorden (KmstkSO)
- Riddare av Vasaorden (RVO)
- Kommendör av 1. graden av Danska Dannebrogsorden (KDDO1gr)
- Hemvärnets förtjänstmedalj i guld (HvGM)
- Riksförbundet Sveriges lottakårers guldmedalj (SLKGM)
- (SmifbGM)
- 2 x sjövärnsflottiljens guldmedalj (SVF2GM)
- (Sthlmsförsv:KGM)
- Centralförbundet för befälsutbildnings silvermedalj (CFBSM)
- Stockholms befälsförbunds silvermedalj (SthlmsbfbSM)
- Kustartilleriets reservofficerares hederstecken (KARoffHt)